# Gondorf
Gondorf ist eine Ortsgemeinde im Eifelkreis Bitburg-Prüm in Rheinland-Pfalz. Sie gehört seit dem 1. Juli 2014 der Verbandsgemeinde Bitburger Land an.

## Geographie
Die Ortsgemeinde liegt in der Südwesteifel etwa 5 km östlich der Kreisstadt Bitburg. Das Gemeindegebiet erstreckt sich zwischen der Kyll und der B 50 und wird umgeben von einem die kalten Nord- und Ostwinde abmildernden Naturwall. Es umfasst eine Fläche von 376 ha, von der 55 %, somit der Großteil, landwirtschaftlich genutzt werden und mit 6 % ein äußerst geringer Anteil von Wald bestanden ist. Zu Gondorf gehört auch der Wohnplatz Lingenhof.
Nachbarorte sind Dudeldorf im Nordosten, Philippsheim im Süden, Hüttingen an der Kyll im Westen und Metterich im Nordwesten.

## Geschichte
Ein fränkisches Gräberfeld und Keramikfunde aus dem 2. und 3. Jahrhundert weisen auf eine frühe Besiedelung des Gemeindegebiets hin.
Die erste urkundliche Erwähnung als „Guendurf“ stammt aus dem Jahr 1226. Die Ortsnamensendung „-dorf“ ist auf die Landnahmezeit ab dem 8. Jahrhundert zurückzuführen. Bis die Franzosen Ende des 18. Jahrhunderts das Gebiet besetzten, gehörte der Ort teils zur Propstei Bitburg und teils zur Herrschaft Dudeldorf im Herzogtum Luxemburg.
Die Inbesitznahme des Linken Rheinufers durch französische Revolutionstruppen beendete die alte Ordnung. Der Ort wurde von 1798 bis 1814 Teil der Französischen Republik (bis 1804) und anschließend des Französischen Kaiserreichs, zugeordnet der Mairie Ordorf des Arrondissements Bitbourg (Bitburg) im Departement der Wälder. Nach der Niederlage Napoleons kam Gondorf aufgrund der 1815 auf dem Wiener Kongress getroffenen Vereinbarungen zum Königreich Preußen. Der Ort gehörte zunächst zur Bürgermeisterei Ordorf im Kreis Bitburg des Regierungsbezirks Trier, der 1822 Teil der neu gebildeten Rheinprovinz wurde. Die Bürgermeisterei Ordorf ging 1864 in die Bürgermeisterei (später Amt) Dudeldorf auf.
Als Folge des Ersten Weltkriegs war die gesamte Region dem französischen Abschnitt der Alliierten Rheinlandbesetzung zugeordnet. Nach dem Zweiten Weltkrieg wurde Gondorf innerhalb der französischen Besatzungszone Teil des damals neu gebildeten Landes Rheinland-Pfalz. Das bis zu diesem Zeitpunkt bestehende Amt Dudeldorf wurde 1970 im Zuge der rheinland-pfälzischen Kommunalreform mit weiteren Ämtern zur Verbandsgemeinde Bitburg-Land zusammengeschlossen, die wiederum zum 1. Juli 2014 in die Verbandsgemeinde Bitburger Land aufging.
Bevölkerungsentwicklung
Die Entwicklung der Einwohnerzahl von Gondorf, die Werte von 1871 bis 1987 beruhen auf Volkszählungen:
| Jahr | Einwohner |
| ---- | --------- |
| 1815 | 194       |
| 1835 | 222       |
| 1871 | 331       |
| 1905 | 257       |
| 1939 | 258       |
| 1950 | 224       |
| 1961 | 241       |

| Jahr | Einwohner |
| ---- | --------- |
| 1970 | 269       |
| 1987 | 314       |
| 1997 | 332       |
| 2005 | 306       |
| 2011 | 246       |
| 2017 | 296       |
| 2023 | 324       |

## Politik

### Gemeinderat
Der Gemeinderat in Gondorf besteht aus acht Ratsmitgliedern, die bei der Kommunalwahl am 9. Juni 2024 in einer Mehrheitswahl gewählt wurden, und dem ehrenamtlichen Ortsbürgermeister als Vorsitzendem.

### Bürgermeister
Franz-Josef Gasper wurde am 12. August 2019 Ortsbürgermeister von Gondorf. Da bei der Direktwahl am 26. Mai 2019 kein gültiger Wahlvorschlag eingereicht wurde, oblag die Neuwahl gemäß rheinland-pfälzischer Gemeindeordnung dem Rat, der sich für Gasper entschied. Da auch bei der Direktwahl am 9. Juni 2024 kein Vorschlag eingereicht wurde, oblag die Wahl wieder dem neu gewählten Rat. Dieser bestätigte auf seiner konstituierenden Sitzung am 3. September 2024 den bisherigen Bürgermeister Franz-Josef Gasper für weitere fünf Jahre in seinem Amt.
Gaspers Vorgänger Otmar Kaufmann hatte das Amt von 2009 bis 2019 ausgeübt.

### Wappen
| Wappen von Gondorf |
| Wappenbegründung: Die Farben Rot und Silber stehen für die Zugehörigkeit zum Erzbistum Trier, während das rote Fußspitzkreuz auf die Zugehörigkeit zur luxemburgischen Propstei Bitburg hinweist. Die drei goldenen Kronen im Schildhaupt symbolisieren die heiligen drei Könige als ursprüngliche Patrone der Kirche. |

## Sehenswürdigkeiten
Neben der Katholischen Filialkirche St. Wendelin gehört auch ein Kriegerdenkmal zu den Sehenswürdigkeiten in Gondorf.
Siehe auch: Liste der Kulturdenkmäler in Gondorf

## Wirtschaft und Infrastruktur

### Wirtschaft

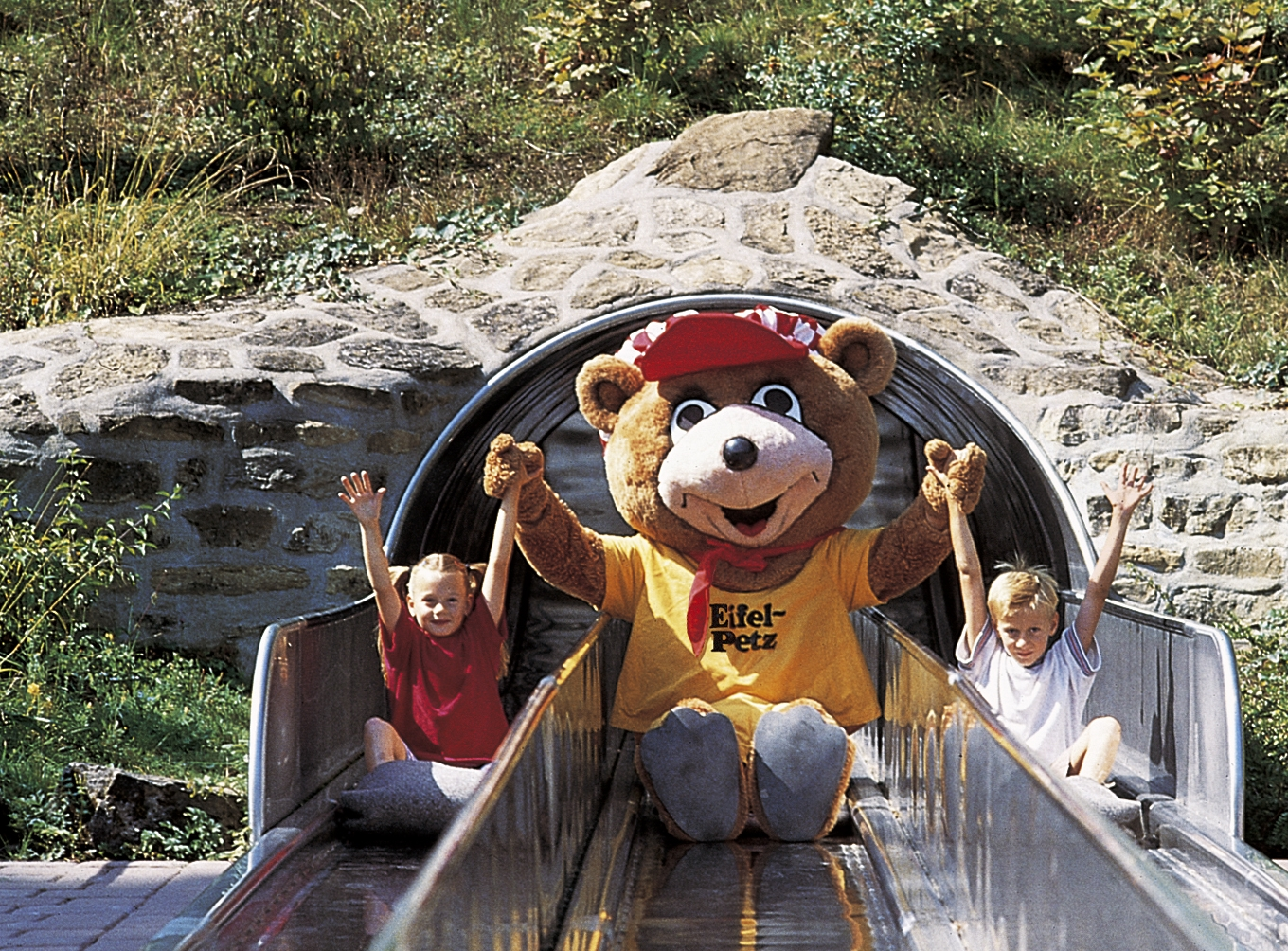
Eifelpark

Gondorf ist heute eine gleichermaßen landwirtschaftlich wie touristisch geprägte Gemeinde. Ein herausstechendes Merkmal ist der 1964 eröffnete Eifelpark, ein Tier- und Freizeitpark, der große Teile der Gondorfer Gemarkung einnimmt und zahlreiche Besucher in den Ort bringt. Daneben verfügt der Ort noch über zwei Hotels und eine in den letzten Jahren angestiegenen Anzahl von Ferienwohnungen. Außerhalb des Fremdenverkehrs bestehen noch kleinere Handwerks- sowie drei landwirtschaftliche Haupterwerbsbetriebe, sodass die Gemeinde im Gegensatz zu den meisten Eifelorten insgesamt eine eher starke Wirtschaftsstruktur aufweist. Trotzdem pendeln die meisten Arbeitnehmer in die umliegenden Städte, so auch in die Kreisstadt Bitburg.

### Verkehr
Die Gemeinde liegt an der Kreisstraße K 43. Unmittelbar nördlich der Ortschaft verläuft die Bundesstraße 50, über die sich die etwa 7 km entfernte Anschlussstelle Spangdahlem der Bundesautobahn 60 erreichen lässt.